# Vilhjálmur Stefánsson
Vilhjálmur Stefánsson, född 3 november 1879 i Gimli, Manitoba, död 26 augusti 1962 i Hanover, New Hampshire var en kanadensisk  polarforskare och etnolog av isländsk härkomst.
Stefánsson begav sig sommaren 1906 till Mackenzieflodens mynning för att sammanträffa med Ejnar Mikkelsens expedition, men tvingades, då denna aldrig lyckades nå så långt österut, att där övervintra bland inuiterna, varigenom han emellertid fick god kännedom om deras språk och levnadssätt. Med understöd av amerikanska vetenskapliga institutioner begav han sig redan 1908 ut på en ny, fyraårig etnografisk forskningsexpedition till kontinentens nordkust, där längsta tiden tillbringades i området kring Coronation Gulf. Där träffade han flera inuitstammar, som aldrig varit i kontakt med vita, och hemförde från dem ett rikt material; särskild uppmärksamhet väckte hans upptäckt av jämförelsevis "blonda" inuiter, i vilka han trodde sig se avkomlingar av de gamla nordborna på Grönland, en åsikt, som dock i hög grad saknar bevis. Sin färd skildrade han i My Life with the Eskimos (1913; "Mitt liv med eskimåerna", 1925). 
År 1913 begav sig Stefánsson ut på en ny, vida mera omfattande expedition till samma trakter, från vilken han återkom 1918. Expeditionen hade i början stora motgångar. Dess huvudfartyg, "Karluk", drev bort med isen och krossades, varigenom elva av medlemmarna omkom, medan de övriga ombordvarande räddade sig till Wrangels ö. Stefánsson fortsatte emellertid arbetet med största energi genom att under slädfärder utforska den hittills mycket litet kända Banksön, en ny stor ö upptäcktes nordost om denna och 1916 anskaffades ett nytt fartyg. En annan avdelning av expeditionen återkom hösten 1916 efter att ha arbetat särskilt kring Coronation Gulf, där värdefulla naturvetenskapliga och etnografiska resultat vunnits, bland annat rörande de "blonda" inuiterna. 
År 1921 utrustade Stefánsson en ny expedition över Beauforthavet och Norra ishavet norr om Alaska och östra Sibirien. En avdelning tog 1921 vinterkvarter på Wrangels ö, som ockuperades för Kanadas räkning, vilket väckte protester från USA och Ryssland. En hjälpexpedition, som utsändes 1922, fann året därpå, att nämnda avdelning förolyckats så när som på en inuitkvinna. Stefansson utgav vidare The Friendly Arctic (1921), Hunters of the Great North (1923; "Snöhyddornas folk", 1924) och The Adventure of Wrangel Island (1924).